# Penelope ochrogaster
La pava ventrirrufa o pava castaña (Penelope ochrogaster) es una especie de ave galliforme de la familia Cracidae endémica de Brasil.

## Distribución y hábitat
Se encuentra en las sabanas tropicales del Cerrado y los bosques del norte del Pantanal brasileño.